# 約翰·司圖加
約翰·埃利奥特·司圖加（John Eliot Sturges，1910年1月3日—1992年8月18日），美國電影導演，活躍於1940年代－1970年代，作品都是動作片及西部片。
知名代表作：《豪勇七蛟龍》（1960年）、《第三集中營》、《OK牧場大決鬥》（1957年）、《大北極》。

## 生平
1932年開始在好萊塢寫影評。
第二次世界大戰服役時，擔任美國陸軍航空軍電影小組紀錄片導演，軍銜至上尉。戰爭結束後，於1946年執導第一部劇情電影The Man Who Dared，被公認是眾多B級片之開山祖。
1955年因執導電影《黑岩喋血記》入圍提名奧斯卡最佳導演獎。